# Manuelle Lymphdrainage

Lymphdrainage am Knie

Die manuelle Lymphdrainage (ML od. MLD) ist eine Form der physikalischen Therapien und Bestandteil der Komplexen Physikalischen Entstauungstherapie (KPE) zur Behandlung von Lymphödemen. Ihre Anwendungsgebiete sind breit gefächert. Sie dient vor allem als Ödem- und Entstauungstherapie ödematöser Körperregionen, wie Körperstamm und Extremitäten (Arme und Beine), welche nach Traumata oder Operationen entstehen können. Besonders häufig wird diese Therapie nach einer Tumorbehandlung bzw. Lymphknotenentfernung verschrieben.

## Beschreibung
Die ML ist die geeignete Therapie zur Behandlung lymphostatischer Ödeme, die sich durch ungenügende Transportkapazität der Lymphgefäße bei normaler lymphpflichtiger Last (auch Niedrigvolumeninsuffizienz) kennzeichnen. Darunter fallen angeborene (primäre) sowie sekundäre Lymphödeme. Die klassische Indikation ist das sekundäre Lymphödem des Armes nach Brustkrebsoperationen.
Die Wirkung der ML beruht auf interstitiellem Druckaufbau, Dehnreiz, intermittierendem Druck und Sogwirkung.
Die vier hierzu gebrauchten Grundgriffe nach Emil Vodder sind: stehender Kreis, Pumpgriff, Schöpfgriff und Drehgriff. Sie werden an die verschiedenen Körperregionen angepasst.
Durch verschiedene Grifftechniken soll das Lymphsystem aktiviert werden, indem vor allem die Pumpleistung der Lymphgefäße, genauer der Lymphangione, verbessert wird. Die Frequenz der Lymphangione beträgt unter Ruhebedingungen ca. 10–12 Kontraktionen pro Minute, diese kann auf bis zu 20 gesteigert werden.
Der Therapeut erzeugt durch die Griffe mit ihrem wechselnden Druck (Druckphase mit Quer- und Längsdehnung der Haut bzw. Nullphase – nur Hautkontakt wird gehalten) einen Reiz für das Gewebe. Die glatten (unwillkürlichen) Muskelzellen der Lymphangione beantworten diesen Reiz mit erhöhter Pumpfrequenz. Einer oftmaligen Wiederholung der Griffe folgt eine erhöhte Durchflussrate.
Weitere Wirkungen neben der entödematisierenden sind die sympathikolytische (Patienten werden ruhig, Anregung des Magen-Darm-Traktes), die schmerzlindernde (Mechanismus der Gate-Control-Theory) und die tonussenkende Wirkung auf die Skelettmuskulatur.
Die Druckrichtung ergibt sich aus den von der manuellen Lymphdrainage erreichbaren Lymphgefäßen und muss immer in Richtung Extremitätenwurzel (Arm, Bein) bzw. allgemein zum Terminus (Endstation des Lymphgefäßsystems in der Vereinigung der Vena subclavia und der Vena jugularis interna im Bereich des Schlüsselbeines) zielen. Dadurch wird die Lymphe zu den zentralen großen Lymphstämmen geleitet.
Außerdem kann der Therapeut eiweißreiche Ödemflüssigkeit durch das oberflächliche Lymphgefäßsystem, das den Körper wie ein Netz überzieht, über die sogenannten Wasserscheiden von einem gestauten Körperareal in ein gesundes Areal verschieben.
Die manuelle Lymphdrainage bewirkt dabei keine Mehrdurchblutung wie in der klassischen Massage.
Weitere Indikationen sind sämtliche orthopädischen und traumatologischen Erkrankungen, die mit einer Schwellung einhergehen (z. B. Verrenkungen, Zerrungen, Verstauchungen, Muskelfaserrisse). Auch bei Verbrennungen, Schleudertrauma, Morbus Sudeck, Migräne und ähnlichen Krankheitsbildern wird die Manuelle Lymphdrainage angewendet.
In der Narbenbehandlung hat die ML das Ziel der besseren Verschieblichkeit der Narbe sowie die Lymphgefäßneubildung im durchtrennten Gewebe.
Auch in der Schmerzbekämpfung, auch vor und nach Operationen (z. B. nach Knie- oder Hüfttotalendoprothesen), soll sie helfen, das Gewebe zu entstauen. Teilweise können Schmerzmittelgaben verringert werden und der Heilungsprozess verläuft schneller.
Bei ausgeprägten lymphatischen Erkrankungen (Stauungen) wird diese Therapie mit Kompressionsverbänden aus Kompressionsbinden oder mit nach Maß gefertigten Kompressionsstrümpfen ergänzt. Zusammen mit diesen Maßnahmen sowie Hautpflege und spezieller Bewegungstherapie wird die Manuelle Lymphdrainage unter dem Begriff Komplexe Physikalische Entstauungstherapie (KPE) zusammengefasst.
In den 1960er Jahren hat sich diese Therapie, welche von Emil Vodder maßgeblich entwickelt wurde, etabliert und wird seitdem an deutschen Massage- und Krankengymnastikschulen gelehrt. Die Therapeuten sind vornehmlich Masseure und Physiotherapeuten. Die Anwendung ist nur dem Fachpersonal mit der entsprechenden Zusatzausbildung in manueller Lymphdrainage an einem zugelassenen Lehrinstitut erlaubt. Die Zusatzausbildung dauert vier Wochen (etwa 180 Unterrichtseinheiten) und ist in den Richtlinien der Innungskrankenkasse festgelegt.
In Deutschland und Österreich ist Lymphdrainage weit verbreitet. In den USA wird sie seltener angewendet.
Ergänzend zur Manuellen Lymphdrainage kann die Intermittierende pneumatische Kompressionstherapie (IPK), auch Apparative intermittierende Kompression (AIK) genannt, im Intervall zwischen den Terminen der ML zum Einsatz kommen. Bei der IPK wird die Gliedmaße mit einer Druckmanschette mechanisch entstaut, die Indikation dafür muss eng gestellt werden.

## Indikationen
- Lymphödem
- Phlebo-lymphostatisches Ödem
- Posttraumatisches/postoperatives Ödem
- Lipödem/Lipolymphödem
- Zyklisch-idiopathisches Ödem
- Bewegungsapparat-Erkrankungen bei rheumatischen Erkrankungen
- Sklerodermie
- Morbus Sudeck

## Kontraindikationen
Kontraindikationen (Gegenanzeigen) sind hierbei genau zu beachten. Man unterscheidet absolute und relative Kontraindikationen: Zu den absoluten zählen unbehandelte Malignome, rezente Thrombosen bzw. Thromboembolien, akute septische Entzündungen sowie dekompensierte Herzinsuffizienz (NYHA III bzw. IV). Relative Kontraindikationen sind zum Beispiel chronische Entzündungen, abgelaufene  Thrombosen, Hypotonie, Schilddrüsenfunktionsstörungen, Schwangerschaft oder Asthma bronchiale. Die ML kann in diesen Fällen etwas abgewandelt bzw. unter Einhaltung bestimmter Vorsichtsmaßnahmen angewendet werden.
Kontraindikationen sind insbesondere:
- ausgeprägte Herzinsuffizienz, meist Stadien 3 und 4 (Kardiales Ödem)
- dekompensierte Herzinsuffizienz
- erhöhte Temperatur des Körpers ab 37,5 Grad Celsius
- entzündliche Vorgänge mit unklarer Genese (pathogene Keime)
- akute, tiefe Beinvenenthrombose (Phlebothrombose), aber auch akute Thrombophlebitis
- Erysipel (Wundrose) generell
- akute, fieberhafte oder bakterielle Entzündungen
- kardiales Ödem